# Олександрівська сільська рада (Хустський район)
| Олександрівська сільська рада — колишній орган місцевого самоврядування у Хустському районі Закарпатської області з адміністративним центром у с. Олександрівка. Сільській раді підпорядковані населені пункти: - с. Олександрівка |

## Склад ради
Рада складається з 18 депутатів та голови.

## Керівний склад сільської ради
| ПІБ                    | Основні відомості                                                               | Дата обрання | Дата звільнення |
| ---------------------- | ------------------------------------------------------------------------------- | ------------ | --------------- |
| Сливка Юрій Васильович | Сільський голова, 1973 року народження, освіта, безпартійний                    | 26.03.2006   | 31.10.2010      |
| Ковач Іван Юліанович   | Сільський голова, 1954 року народження, освіта середня спеціальна, безпартійний | 31.10.2010   |                 |

Примітка: таблиця складена за даними джерела